# 斜紋小劃蝽
斜紋小劃蝽（學名：Micronecta scholtzi）是一種常見於歐洲淡水池塘與湖泊的劃蝽科成員。成蟲體長約2毫米，頭部、前胸背板與雄性生殖器帶有獨特的斜線深色花紋。

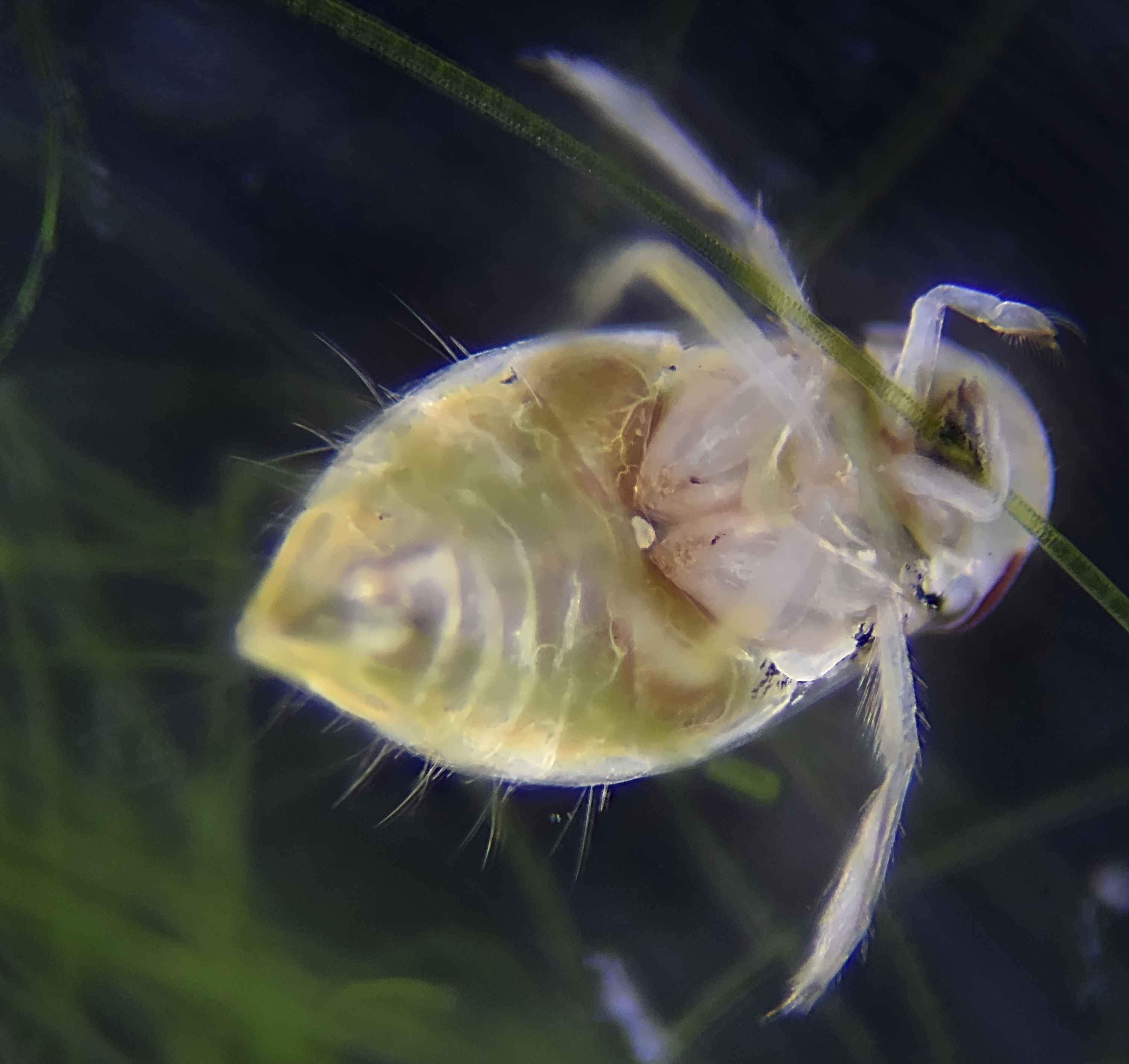
斜紋小劃蝽的腹部

雄性斜紋小劃蝽會透過摩擦腹部與生殖器上的特殊突起結構發聲求偶。該聲音的傳播距離最遠僅50微米，但音量卻異常驚人，與該物種的嬌小體型不成比例。根據一支由法國和蘇格蘭生物學家和音訊工程師組成的研究團隊記錄，雄性斜紋小劃蝽的求偶音音量高達99.2分貝，與大型貨運車的行進噪音相當。

金氏世界紀錄將其評為「世上最吵的陰莖」，斜紋小劃蝽也因此成為「世上最吵的動物」。

學者認為關於斜紋小劃蝽發聲機制的研究，將有助於超音波科技的發展。